# Màu thực phẩm

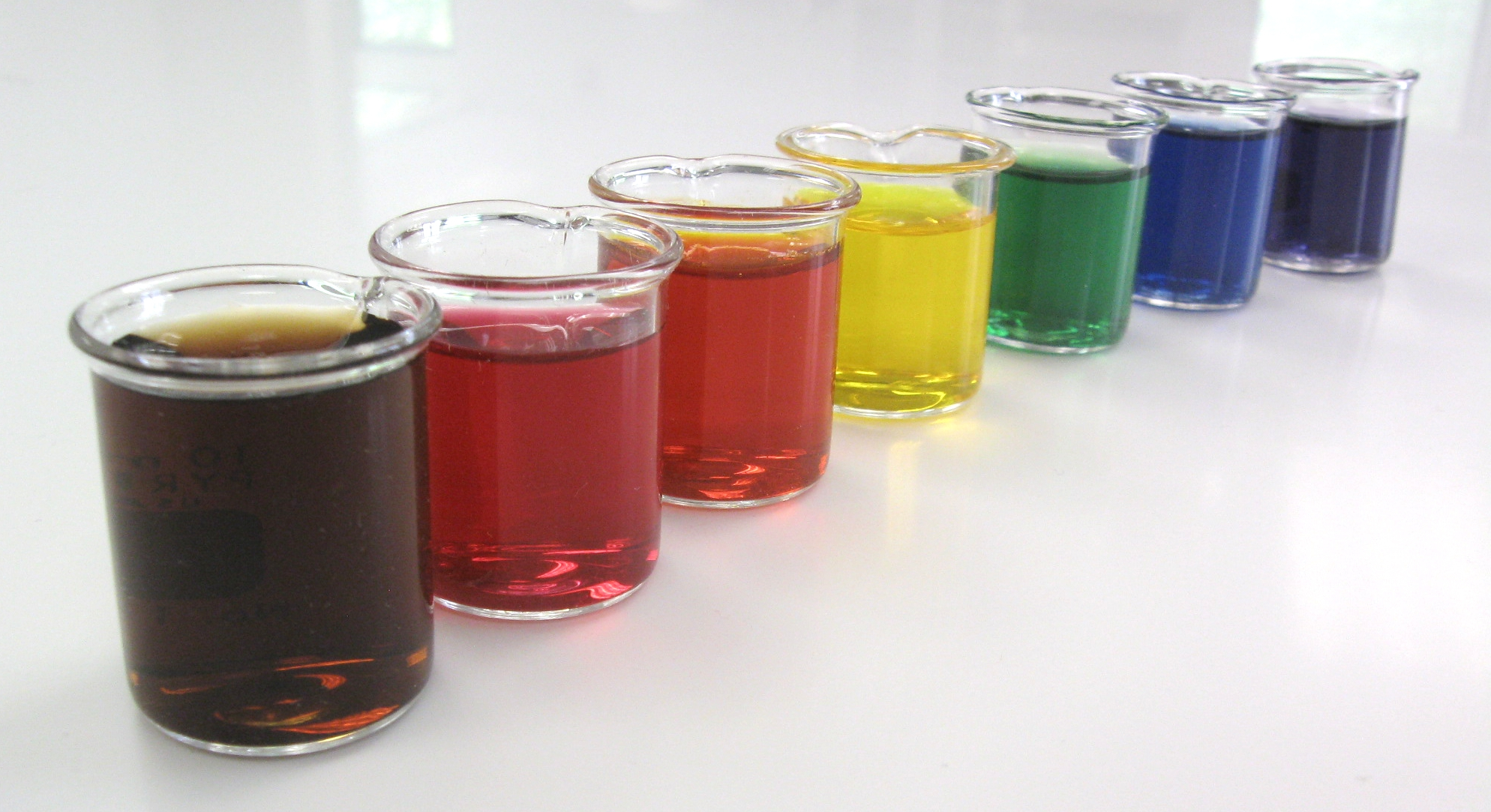
Các tông màu thực phẩm khác nhau được thêm vào cốc nước

Màu thực phẩm hay màu phụ gia (tiếng Anh: food coloring) là những chất hóa học như thuốc nhuộm, sắc tố có khả năng tạo màu cho thực phẩm, giúp chúng trở nên đẹp và thu hút hơn. Chất tạo màu có thể ở dạng lỏng, bột hoặc gel. Ngoài đồ ăn, chúng cũng được sử dụng trong mỹ phẩm, dược phẩm, đồ thủ công và các thiết bị y tế. Màu thực phẩm có hai dạng là tự nhiên và nhân tạo/tổng hợp.

## Sử dụng

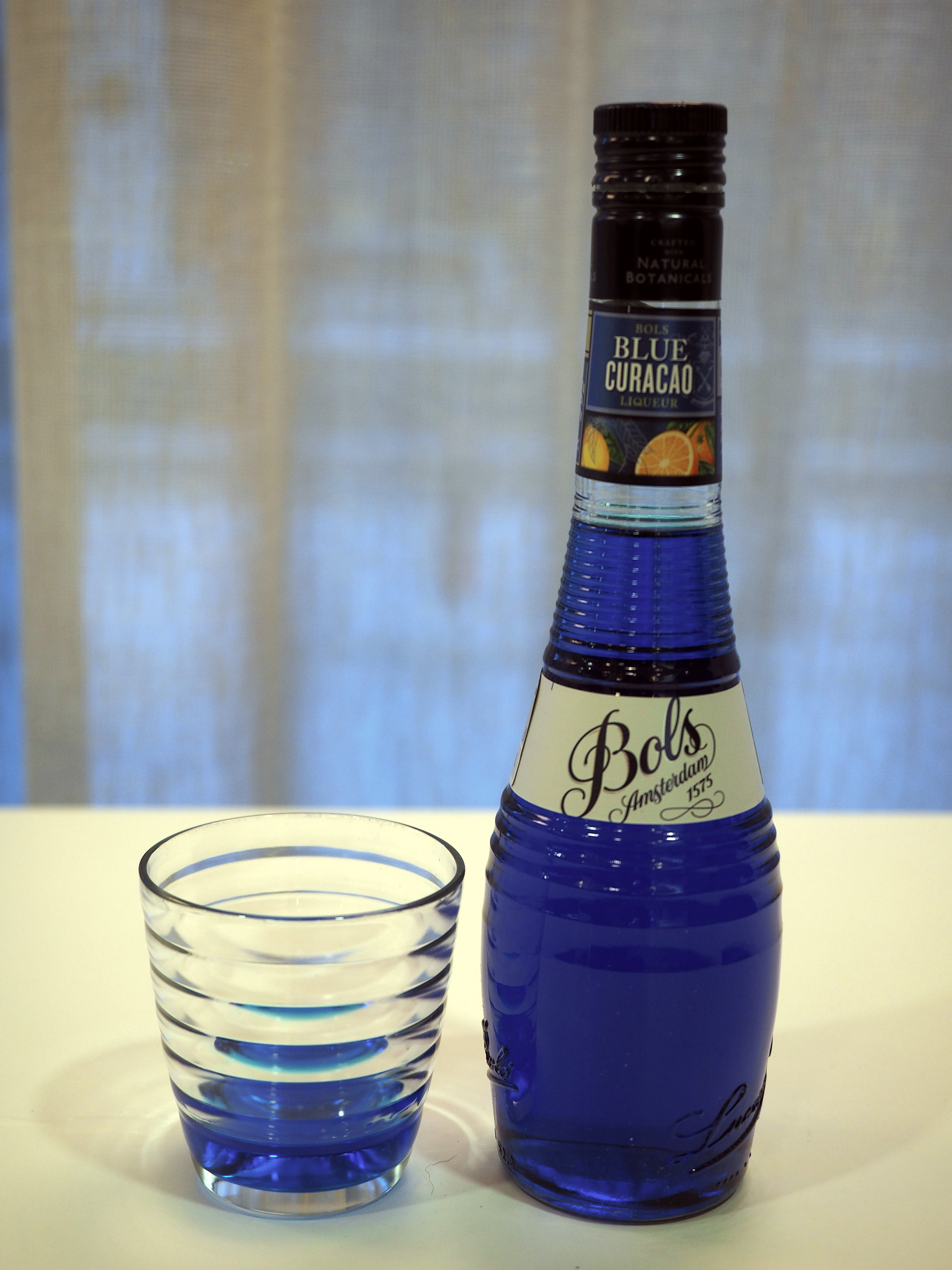
Rượu Curaçao với màu xanh đặc trưng có được từ màu thực phẩm.

Với con người, màu sắc có thể ảnh hưởng đến sự cảm nhận huơng vị của thực phẩm hay đồ uống, từ bánh, kẹo cho tới rượu vang. Thông thường, mục đích của thêm màu phụ gia là mô phỏng lại màu sắc mà người dùng coi nó là tự nhiên, ví dụ như thêm màu đỏ vào mứt anh đào. Trong một số trường hợp khác, thêm màu nhằm mục đích tạo hiệu ứng bất ngờ, như việc hãng Heinz ra mắt sốt cà chua màu xanh lá vào năm 2000 trong khi vốn dĩ nó màu đỏ. Dưới đây là một số công dụng của màu thực phẩm:
- Làm món ăn trông ngon miệng, bắt mắt hơn
- Bù đắp cho sự phai màu trong trường hợp thực phẩm tiếp xúc với ánh sáng, không khí, nhiệt độ, độ ẩm trong thời gian dài
- Thay đổi màu sắc tự nhiên của sản phẩm
- Thêm màu vào những đồ ăn vốn không có màu, giúp chúng trở nên thu hút
- Tăng khả năng nhận dạng sản phẩm, ví dụ như hương vị kẹo hoặc liều lượng thuốc

## Lịch sử
Việc sử dụng màu thực phẩm được cho là đã xuất hiện từ khoảng năm 1500 TCN tại Ai Cập, nơi mà những người làm kẹo thường thêm các loại chiết xuất phụ gia để tăng mỹ quan của sản phẩm.

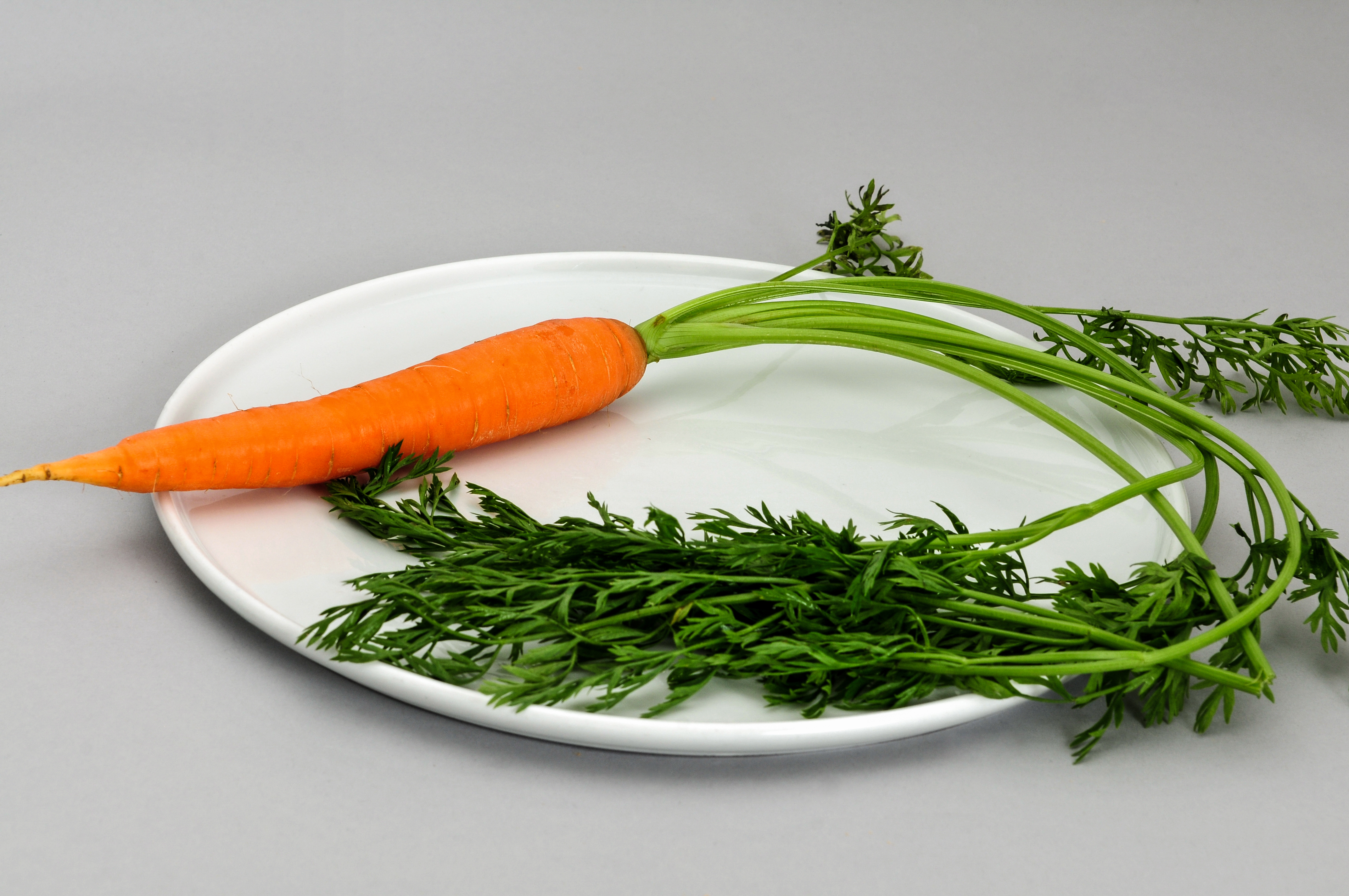
Màu cam của cà rốt cùng nhiều loại trái cây, rau củ khác bắt nguồn từ sắc tố carotenoid.